# Serra de Fondrats
La Serra de Fondrats és una serra situada al municipi de Tagamanent a la comarca del Vallès Oriental, amb una elevació màxima de 932 metres.